# Toyokawa
Toyokawa è una città giapponese della prefettura di Aichi.
Il 1º febbraio 2010 la città ha assorbito dalla città il comune di Kozakai, sopprimendo il distretto di Hoi.

## Amministrazione

### Gemellaggi
- Cupertino